# Segle XVI aC
El segle XVI aC comprèn els anys inclosos entre el 1600 aC i el 1501 aC i està marcat pel declivi temporal de Babilònia i la recuperació del poder per part d'Egipte després de l'expulsió dels hikses per part d'Amosis.

## Política
Els hurrites arriben fins a Babilònia en la seva expansió. A Creta es posen els fonaments de la civilització micènica, que dominarà l'illa i tota Grècia en períodes posteriors. A Europa s'estén la cultura dels túmuls. Sorgeix la primitiva cultura olmeca. La dinastia XVIII d'Egipte recupera l'esplendor d'aquest poble i el seu rol com a potència central de la zona després de l'expulsió dels monarques hikses. Es desenvolupa la cultura dels talaiots a les Balears (data discutida).

## Economia i societat
Es comencen a introduir més àmpliament els productes de vidre, complicat de treballar per les altes temperatures que exigeixen els seus forns.

## Invencions i descobriments
Els egipcis milloren el calendari, marcat per les aparicions regulars dels astres. S'usa la ceba marina per tractar inflamacions, segons un document d'un escriba.

## Art, cultura i pensament
Es crea el disc de Nebra (data aproximada), que dibuixa completament la volta del cel, el document d'aquestes característiques més antic encara conservat. El segle xvi aC hauria estat el del regnat del mític Cècrops. Comencen els treballs a la Vall dels Reis.
En literatura, els escribes de Nippur comencen a compilar el cànon mesopotàmic, expressant per primer cop preocupació per la font original enmig de les versions orals divergents, essent un dels primers procediments de crítica textual.